# 에조

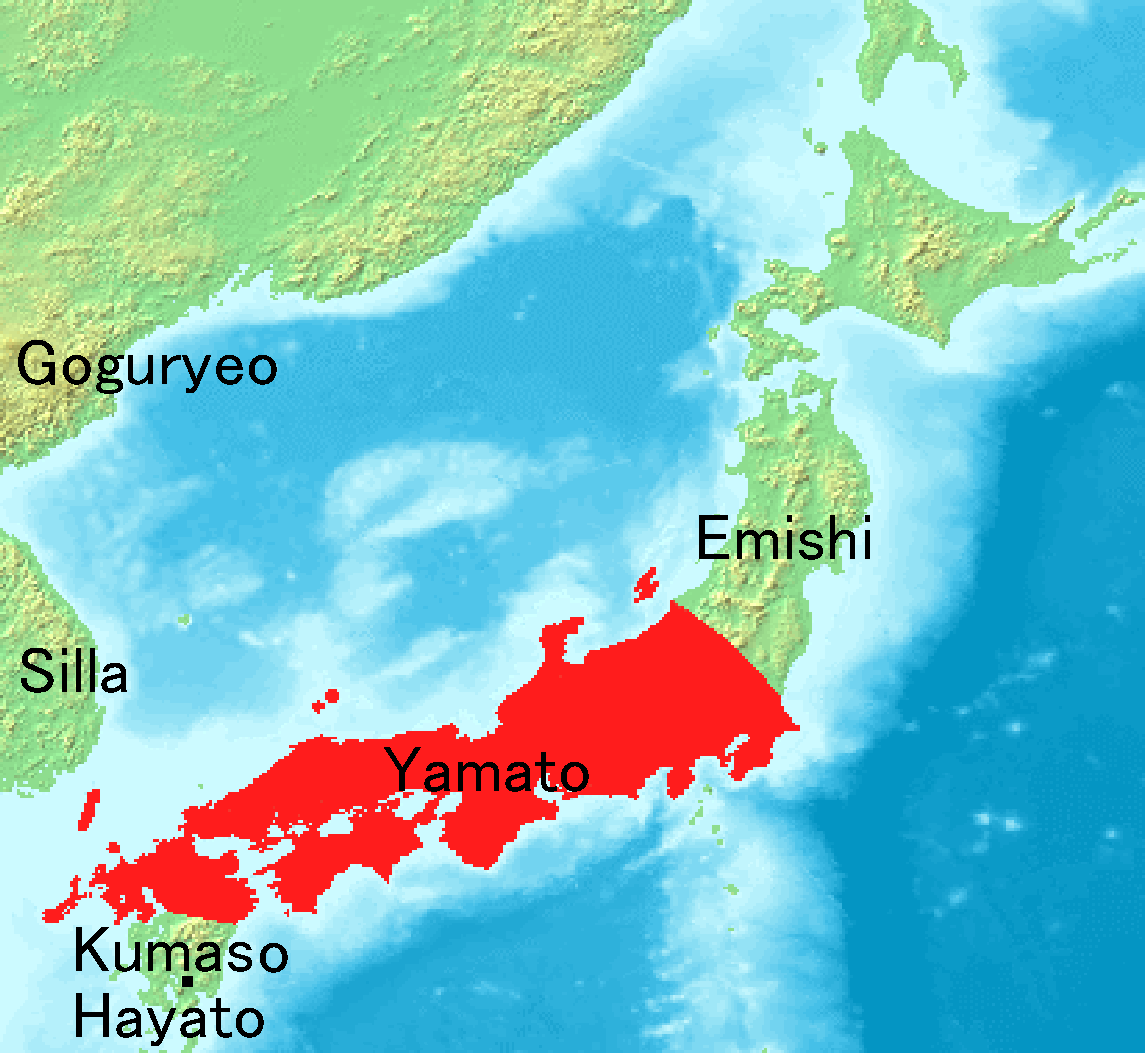
일본의 도호쿠 지방 및 홋카이도 지역에 있는 에조(Emishi)지역

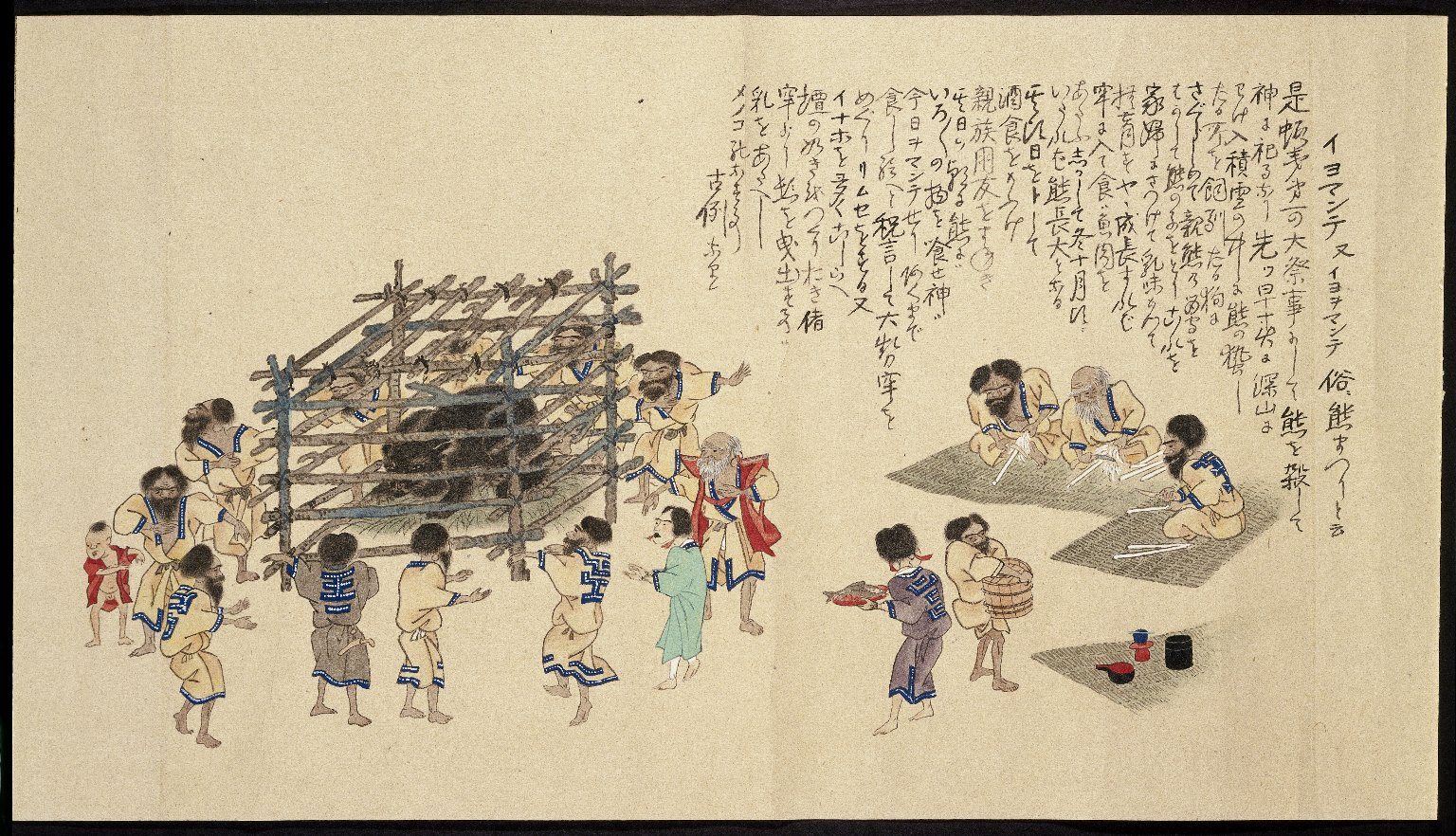
에조인들의 생활상을 나타낸 풍속도. 브루클린 박물관 소장.

에미시(일본어: えみし, 蝦夷) 또는 에비스(えびす) 또는 에조(えぞ)는 일본 혼슈의 간토 지방, 도호쿠 지방과 홋카이도 지방에 살면서 일본인(야마토 민족)에 의해 이민족시 되었던 민족집단을 일컫는 말이다. 시대에 따라 그 지칭범위가 다른데, 일반적으로 근세의 에조는 특히 아이누민족을 일컫는다. 에조는 일본 동부, 북부 지역 뿐만 아니라 쿠릴 열도, 사할린, 심지어는 캄차카 지방까지 정착해 살았다.

## 어원
에조는 옛날에는 '毛人'으로 표기하고, '에미시(えみし)'로 읽었다. 후에는 '에비스(えびす)'로도 불렸는데, 이는 원래의 '에미시'가 와전된 것으로 보인다. '에조(えぞ)'라는 말이 사용되기 시작한 것은 비교적 후대인 11세기-12세기의 일로, 에미시(えみし, 毛人 혹은 蝦夷)의 어원에 대해서는 여러 설이 주창되고 있지만, 모두 확실한 증거는 없다.
문헌적으로 가장 오래된 예는 '모인(毛人)'으로, 5세기의 왜왕 무(武)가 유송에 보낸 상표문에 "동쪽으로 에미시의 나라 55국을 정벌하고, 서쪽으로는 오랑캐의 무리 66국을 항복시켰다."라는 구절이 있다. '에조(蝦夷)'라는 표기를 쓰기 시작한 것은 사이메이 덴노 5년(659년)의 견당사 파견 무렵의 일이라고 한다.
일본의 옛 노래에 "에미시는 혼자서 백 명을 감당한다 해도 우리 군에는 반항도 못 한다네(えみしを　一人　百な人　人は言へども　手向かいもせず)"라는 것이 있고, 아스카 시대의 권신이었던 소가노 에미시처럼 고대 일본인의 이름에도 '에미시'라는 말이 사용된 바가 있다. '에미시'는 일본어로 '강하고 용감하다'는 어감이 있어 원래 나쁜 의미는 없었다고 한다. 이를 근거로 (비록 직접 그런 의미로 사용된 용례는 없으나) '에미시'의 본래 의미는 '변경 용사(촌뜨기 무사)'였을 것이라는 추측이 있다.
후대에 '에미시'라는 단어가 사람 이름으로 쓰이는 경우는 거의 대부분 '모인'으로 표기했는데, '모인'의 '모(毛)', 즉 '털'이 무엇을 뜻하는지에 대해서도 '온몸에 털이 많다'는 뜻으로 후세의 아이누와의 관련성에서 찾는 설과 '수염이 긴 것을 보고 에비(えび, 새우)에 빗대어 부른 것'이라는 설이 있다. 중국의 지리서 《산해경》에 나오는 모민국(毛民國)을 의식해 중화(여기서는 '일본 본토')의 변경을 뜻하는 글자로 선택했다는 설도 있다.
일본 학자 긴다이치 쿄스케는 에미시라는 단어가 아이누어에 어원이 있다고 생각해, 사할린 아이누어에서 '인간'을 뜻하는 '엔추(enchu, enchiu)'라는 단어를 일본어로 옮기는 과정에서 '에미시'가 되었거나 혹은 아이누어의 고어였을 것이라 추정했다.

## 에미시(고대)
고대의 에미시는 혼슈 동부 및 북부에 거주하면서 야마토인이 중심이 된 일본에 대해 정치적 복속을 거부한 집단이었다. 그들은 통일된 정치 체제를 수립하지는 못하고, 차례로 일본의 세력권에 포함되어 갔다. 적극적으로 조정에 접근하는 집단도 있었지만, 반대로 적대하는 집단도 적지 않았다. 이 에미시로 불리던 집단 가운데 일부는 가즈토(和人, 일본인), 나머지 일부는 중세의 에조 즉 아이누로 이어진 것으로 보인다. 이러한 에미시와 에조(아이누)는 서로 연속성이 있다고 여겨졌지만, 근대에 들어 도호쿠 지방에서 야요이 시대의 벼농사 유적이 확인되면서 에미시와 에조(아이누)는 인종상으로는 동일하나 민족적으로는 조금 다르다고 보는 설이 유력하다.
「에미시」는 야마토 조정 측에서 부른 3인칭 타칭으로, 에미시라 불리던 그들 스스로를 어떻게 자칭했는지 언급한 사료는 없다. 에미시에는 야마토와 같은 통일된 정체성이 없었다거나 야마토 조정측과의 협상에서 민족 의식이 형성된 것으로 볼 것인지에 대해서는 연구자들 사이에도 의견이 엇갈린다. 에미시에 대한 가장 오래된 언급은 일본서기 내용 중 진무 천황의 동정편에 있는데, 거기서 읊은 노래 가운데 에미시(愛濔詩)라는 제목의 노래가 있다.
 えみしを ひたりももなひと ひとはいへども たむかひもせず
(해석：에미시는 홀로 백 사람을 맞는 강한 병사라 가로되 사람 많아도 저항 없이 지고 말았네)
「愛瀰詩烏 毗儾利 毛々那比苔 比苔破易陪廼毛 多牟伽毗毛勢儒」
그러나 진무 천황의 기술은 역사적 사실성이 떨어지므로, 에미시에 대한 기술과 해당 노래에 대해서도 신빙성이 높지 않다. 또 여기서 등장하는 "아이누족"이 후의 "에조(아이누)"을 의미하는지도 분명치 않아서, 에미시의 민족적 성격이나 거주 범위에 대해서는 여러 설이 있고 분명한 것은 없다. 다만 대체로 간토 지방에서 도호쿠 지방, 홋카이도에 걸쳐 살고 있었다고 생각된다.
평시에는 모피, 말과 쌀, 포, 철 등을 교환하는 등 무역도 이루어졌지만, 간사이 지역을 중심으로 한 야마토 조정은 에미시가 사는 도호쿠 땅에 몇 차례 대규모 토벌군을 보냈으며, 잦은 전투가 벌어졌다. 5세기 중국의 역사서인 《송서》 왜국전에, 순제 승명 2년(478년) 왜왕 무가 유송(劉宋)에 보낸 상표문에는 다음과 같은 기술이 있다.
自昔祖禰躬環甲冑, 跋渉山川, 不遑寧處, 東征毛人五十五國, 西服衆夷六十六國, 渡平海北九十五國.
예로부터 우리 조상들께서는 몸소 갑주를 두르고 산천을 돌며 편히 쉴 날도 없이, 동쪽으로 모인(毛人)의 나라 55국을 정벌하고 서쪽으로 중이(衆夷)의 나라 66국을 복속시켰으며, 바다를 건너 북쪽으로 95국을 평정하셨습니다.

이 기록에서도 이미 5세기에는 에미시의 존재와 야마토 조정에 의한 지배가 진행되고 있던 모습을 확인할 수 있다.
지금까지의 발굴 조사로, 고분 시대 전기의 가장 오래된 연대의 전방후원분의 북쪽 한계선은 현재의 니가타현 · 에치고평야 중부 후쿠시마현 · 아이즈 분지, 미야기현(宮城県) · 센다이평야라 여겨진다. 고분 시대 말기까지 북쪽 한계선은 동해쪽 바닷가에서는 거의 북진하지 않고 오히려 주에쓰 지방까지 후퇴한 데 반해, 동해(일본해)쪽 내륙에서는 야마가타현(山形県) · 무라야마 지방 중부까지, 태평양 쪽에서는 이와테현 · 기타카미 분지 남부까지 북진했다.
《일본서기》 사이메이 천황 원년(655년) 7월 11일조에는, 나니와쿄(難破京)의 조정에서 북에미시 99명과 동에미시 95명을 향응하였다고 기록하고 있다. 여기서 북쪽과 동쪽은 각각 호쿠에쓰(北越), 히가시미치노쿠(東陸奧)라는 주석이 있는데, 북쪽은 고시 국(越國), 동쪽은 무쓰국(陸奧國)의 방향이며(고시는 실제로는 무쓰 서쪽에 위치하지만 수도에서 보아 북쪽에 위치하므로 북에미시로 분류) 이는 당시 에미시 양대 집단으로 나뉘어 있었다는 뜻이 아니라 응대 실무를 맡았던 구니의 관할 방위에 따라 조정이 분류한 것으로 보인다. 이러한 구별은 나중에 데와국과 무쓰 국의 관할이 되면서 헤이안 시대까지 답습되지만 표기는 고대 중국의 단어로 북방 이민족을 가리키는 북적으로 바뀌어 에미시(蝦狄)이라고도 쓰게 되었다.
에미시의 생활을 동시대 사람이 정면에서 설명한 것으로, 사이메이 천황 5년(659년)의 견당사 이키노무라치 하카토코와 당 고종의 문답이 《일본서기》에 실려 있는데 여기에 보면 야마토 조정에 매년 입조하는 니키에미시(순한 에미시)가 야마토와 가장 가깝고, 다음으로 아라에미시(麁蝦夷), 그리고 가장 멀리 있는 것이 쓰가루(都加留)라고 대답하고 있다. 이키노 하카토코는 에미시가 농사도 지을 줄 모르고 집도 짓지 않고 나무 밑에 산다고 서술했지만, 사료에 보이는 다른 기술이나 현재의 고고학적 지식과도 모순되는 것으로 에미시를 야만인으로 과장하기 위한 창작으로 보인다. 신빙성 없는 이 설명에서 확실히 알 수 있는 것은 에미시 가운데 쓰가루라 불리던 집단은 그들의 고유 이름을 떨칠 정도의 유력 집단으로 존재했다는 것이다.
7세기 아스카 시대(飛鳥時代), 에미시는 지금의 미야기 현 중부에서 야마가타 현 북쪽의 도호쿠 지방과, 홋카이도 대부분에 걸치는 넓은 지역에 거주하고 있었다. 사이메이 천황 4년(658년)에 아베노 히라후(阿倍比羅夫)가 수군(水軍) 180척을 이끌고 에미시를 토벌하였다. 야마토 정권의 지배영역이 북쪽으로 확대되면서, 차츰 방위를 위한 전쟁 등으로 조정과 충돌하기 시작했고, 가즈토가 쌓은 목책을 넘어 습격하기 시작했다. 가장 대규모 전투는 이사와(胆沢)와 그 주변에서 있었는데, 당시 에미시의 지도자로써 나라 시대인 호키(宝亀) 11년(780년)에 다가 성(多賀城)이 에미시에게 일시 함락당한 호키의 난(宝亀の乱)에서의 고레하리노 아키마로(伊治呰麻呂), 헤이안 시대인 엔랴쿠(延暦) 8년(789년)에 스부세(巣伏)에서 조정의 원정군을 궤멸시킨 아테루이(阿弖流為) 등이 알려져 있다. 조정은 대규모 병력을 동원해 이를 진압하였고, 세이이타이쇼군(征夷大将軍) 사카노우에노 다무라마로(坂上田村麻呂)가 이사와 성(胆沢城)과 지바 성(志波城)을 쌓아 정복하였다. 이렇게 조정에 복속된 에미시를 후슈(俘囚)라 불렀다.
헤이안 시대 전기인 9세기에 이르러 기나이(畿内)의 조정은 에미시에 대한 직접적인 정복 활동을 포기했고, 조정의 지배 영역 확대는 현재의 이와테 현과 아키타현의 각각 중부 일대를 북쪽 한계로 정지했다. 그 뒤로는 현지의 조정 관료나 야마토화한 후슈의 수장들이 에미시의 부족 분쟁에 관여함으로써 서서히 야마토화가 진행된 것으로 보인다. 전9년의 역, 후3년의 역 등이 발발하면서 헤이안 후기 도호쿠 북부는 전란에 휘말렸는데, 당사자 중 오슈(무쓰) 아베 씨(奧州安倍氏)나 데와 기요하라 씨(出羽清原氏)는 스스로를 후슈장이라 자칭하면서 에미시와의 계보적 관련성을 주장하였지만, 반면 상대인 겐지(源氏) 등은 에미시와는 전혀 무관한 채로 도호쿠에 이주한 집안으로 당시의 민족 상황의 한 면모를 엿볼 수 있다. 헤이안 말기가 되면, 에미시와의 혈연적 계보적 관계를 주장하는 오슈 후지와라 씨(奥州藤原氏)의 지배가 도호쿠 북단까지 미치게 된다. 오슈 후지와라 씨의 초대 당주였던 후지와라노 기요히라(藤原淸衡)는 자신이 중창한 주손지(中尊寺)의 공양원문에서 스스로를 「동이(東夷)의 원추(遠酋)」(東夷之遠酋), 「후슈의 우두머리」(俘囚之上頭)를 자처했고, 기요히라 이후 3대 히데히라(秀衡)까지 오슈 후지와라 씨의 당주는 주손지의 곤지키도(金色堂)에 미이라로 안치되었다. 1950년대 이 미이라에 대한 고고학 조사가 이루어졌는데, 그 결과 이 미이라에는 지문에는 와문이 많고 둥근 머리며 치아의 배열을 보아도 전형적인 일본인의 골격인 것으로 알려졌다. 해당 미이라에는 내장이나 뇌장이 전혀 없었고, 복부는 만곡 형태로 절개되고 후두부에 구멍이 뚫려 있었다. 틈틈이 쥐가 갉아먹은 듯한 모양이 붙어 있어, 하세베 코토히토(長谷部言人)는 미이라는 자연발생했다고 주장하며 후지와라 3대는 일본인이라 주장하였다. 반면 후루와타 네모토(古畑種基)는 미이라의 인공 가공설을 주장했다. 미이라가 안치된 목관 3개 모두 뒤통수와 항문이 닿는 부분에 구멍이 뚫려 있고, 절개된 단면은 깨끗하고 오물이 유출한 흔적은 없으며 성기는 절개되어 가공의 흔적 분명하다고 주장했다. 이는 지극히 아이누적인 관행으로써, 사할린 아이누는 위대한 추장이 죽으면 근친자들이 그 시신의 뇌와 내장을 제거하고 몇 번이나 소금물에 담가서 햇볕에 말려 미이라(우후이)로 만든다. 모리 카헤(森嘉兵衛)는 에미시와 일본인 사이의 몇 대에 걸친 혼인으로 골격 등 신체는 일본인화되기는 했지만 의식(意識)이나 장례의 관행 등의 문화는 아이누적인 요소가 여전히 남아 있던 것 아닐까 설명하고 있다.
오슈 후지와라 씨가 겐지의 미나모토노 요리토모(源頼朝)가 거느린 간토 지방의 가마쿠라 정권(鎌倉政権)에 멸망당하고, 막부는 도호쿠 지방 각지에 도고쿠 고케닌들을 파견해, 이곳에 에미시와는 전혀 관련이 없는 가마쿠라 막부에 의한 지배가 시작되어, 도호쿠 북단까지 미치게 되었다. 그 이후 에미시, 후슈 등이라 불리던 민족적 개념들은 문헌에서 자취를 감추고, 차츰 「에조」로 바뀌어 갔다.
에미시의 성격은 후의 아이누와의 관계를 중심으로 에도 시대부터 학설이 분분했다. 크게 에미시를 아이누인으로 보는 설과 일본인의 일부로 보는 설인데, 현재는 고고학적인 문화권의 검토와, 북동북에 아이누어에서도 따온 듯 보이는 지명이 몰려 있는 것에서, 적어도 아스카 시대(7세기) 이후의 에미시는 아이누와의 연속성이 있다고 보는 학설이 유력하다. 고분 시대의 한랭화에 따른 홋카이도의 도오나 도난 지방을 중심으로 번성하던 속조몬 문화의 담당자가 도호쿠 지방 북부로 남하해, 그곳에서 센다이평야 근처까지 이르는 서남일본에서 북상해 있던 고분 문화의 담당자들과 접촉 · 교류한 것이 고고학적으로 드러나고 있다. 그들이 문헌상의 에미시 자체이며 그 후 홋카이도의 에미시는 최종적으로 아이누로 이어지고, 도호쿠 지방의 에미시와 국내에 이배된 후슈는 일본인이 되었다고 한다. 한편, 에미시는 즈즈벤(일본 조몬어, 현재의 동북 방언의 시조)을 사용했고, 아이누와는 다른 민족이라고 하는 설도 있다.
그러나 문헌사학의 정보, 고고학 발굴 진전 등으로, 속조몬 문화(続縄文文化)에서 사쓰몬 문화(擦文文化)로(또는 사쓰몬 문화에서 아이누 문화로)의 이행 과정이 앞서 서술한 설 등 단순히 말할 수 없는 점등 이 떠오르면서 어쨌든 단순히 그대로는 정설로 여겨지지는 않았다. 때문에 일본서기에서 말하는 동일본 전역의 에미시, 소급해서 조몬인 · 야요이인 등과의 관계에 대한 논의는 아직 확정적인 설을 내지 못하고 있다.

## 에조(중세 이후)

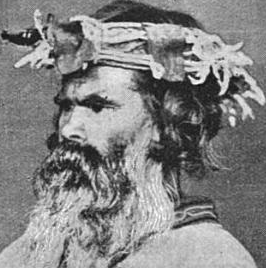
아이누족 노인. 1906년.

중세 이후의 에조는 대부분 아이누족과 일치한다는 의견이 주류이다.(다만 중세의 에조는 아이누뿐 아니라 후에 화인和人으로 여겨지는 와타리토우渡党도 포함된다.) 가마쿠라 시대 후반(13세기~14세기) 무렵, 오늘날 아이누라 불리는 이들과 동일한 것으로 여겨지는 '에조'가 존재하고 있었음을 문헌 사료상에서 확인할 수 있다. 아이누의 대부분이 모여 살았던 홋카이도는 에조가시마(蝦夷が島) 또는 에조치(蝦夷地) 등으로 불렸고, 서구권에서도 '예조(Yezo)'라는 이름으로 불렸다.
아이누 문화는 전대의 사츠몬 문화를 계승하면서 오호츠크 문화와 융합, 혼슈의 문화를 흡수하여 생성된 것으로 여겨지며, 그 성립 시기는 위에서 말한 '에조(えぞ)'가 처음으로 등장하는 시기와 가까운 가마쿠라 후기(13세기)로 보인다. 또한 사츠몬 문화와 아이누 문화의 생활 체계상 가장 큰 차이는, 외부로부터의 이입품(특히 철제품)의 양적인 증대에 있었다. 아이누 문화는 교역에 크게 의존하고 있었고, 아이누 문화의 탄생에 화인과의 교섭 증대도 한몫했을 것으로 추정한다. 구체적으로는 오슈 후지와라씨 세력의 성쇠와의 관련성이 지적되고 있다.
14세기에는 '와타리토우'(홋카이도 오시마 반도로 근세의 마쓰마에 번의 전신), '히노모토(日の本, 홋카이도 태평양측과 치시마. 근세의 히가시에조東蝦夷)', '가라코(唐子, 홋카이도 동해측과 가라후토. 근세의 니시에조西蝦夷)'로 나뉘어, 와타리토우는 화인과 언어가 서로 통해 혼슈와의 교역에 종사했다는 문헌(《스와대명신에코토바諏訪大明神繪詞》)이 남아 있다. 또한 가마쿠라 시대 츠가루 지방의 호족이었던 안도(安東) 집안이 바쿠후의 싯켄 호조(北條) 가문으로부터 에조간레이(蝦夷管領, 또는 에조다이칸蝦夷代官)에 임명되어 이들 세 종의 에조를 통괄하고 있었다는 기록도 있다.
무로마치 시대(15세기~16세기)에 이들 와타리토우를 통일하고 오시마 반도 남부의 영주로 성장한 카키자키(蠣崎) 집안은 도요토미 히데요시·도쿠가와 이에야스로부터 에조치의 지배 및 교역권을 공인받고 명실공히 안도 집안으로부터 독립했다. 에도 시대에 들어 카키자키 집안은 성을 마츠마에로 개명하고 다이묘의 반열에 들어, 와타리토우는 명확하게 화인으로 여겨졌다.
자세한 것은 아이누를 참조.

### 내용주
1. ↑  「「비」(毗)는 전(田)변에서 「비」(比)의 한 글자, 「의」(儀)는 「亻」(인人변)에서 「낭」(嚢)의 한 글자.

### 참조주
1. ↑  소가노 에미시는 《니혼쇼키》에서는 '에조(蝦夷)'로 표기되지만, 《상궁성덕법왕제설》에는 그의 이름을 "소가노 토요우라노 에미시(蘇我豊浦毛人)"로 적고 있으며, 사에키노 이마에미시(佐伯今毛人)의 근무평정에서 그의 이름을 '今蝦夷'라고 적은 사례가 있다. 정확히는 '이(夷)'에 벌레 충(虫) 변이 더해진 글자이다.

## 같이 보기
- 에조 공화국
- 미시하세
- 아이누민족